# ルイスバーグ (オレゴン州)

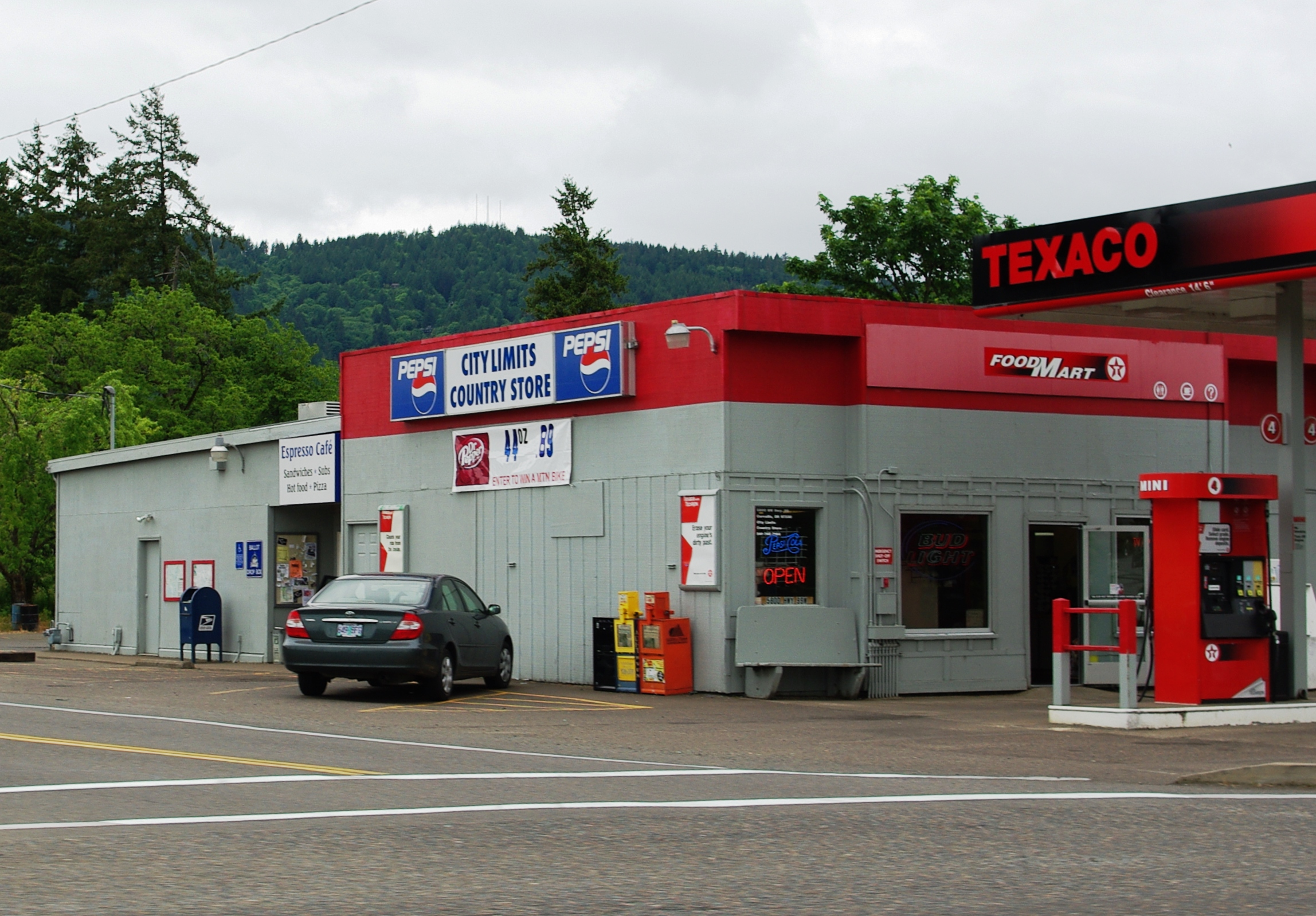
ルイスバーグの99号西線沿いに建つガソリンスタンド

ルイスバーグ（英: Lewisburg）は、アメリカ合衆国オレゴン州ベントン郡にある非法人地域である。オレゴン州道99号西線とルイスバーグ・アベニューが交差する地点に位置する。南にコーバリス、東にオールバニがある。
地域内にある1911年建造の「ルイスバーグ・ホール・アンド・ウェアハウス・カンパニー・ビルディング」はアメリカ合衆国国家歴史登録財に指定されており、「マウンテン・ビュー・グレインジ No.429」の名でも知られる。